# 宮崎彦一郎
宮崎 彦一郎（みやざき ひこいちろう、1888年7月2日 - 1967年10月10日）は、日本の実業家。

## 来歴
滋賀県犬上郡東甲良村(現:甲良町)に生まれる。東亜同文書院卒業後に、伊藤忠商事に入社。
1955年から丸紅飯田取締役会長社長を務めた。その一方で、神戸商工会議所会頭、日本商工会議所副会頭、ラジオ関西会長、神戸高速鉄道社長なども歴任した。
1964年には勲三等旭日中綬章を受章した。
1967年10月10日、尿毒症のために神戸市の病院で死去。79歳没。